# خانه نعمت‌الله قنادی
خانه نعمت اله قنادی مربوط به دوره قاجار است و در لار، محله جاشهر، مجاور حسینیه حاج کاظمی واقع شده و این اثر در تاریخ ۱۹ مرداد ۱۳۸۴ با شمارهٔ ثبت ۱۲۷۱۳ به‌عنوان یکی از آثار ملی ایران به ثبت رسیده است.